# 2 Ceti
2 Ceti è una stella di magnitudine 4,54 situata nella costellazione della Balena. Dista 272 anni luce dal sistema solare.

## Osservazione
Si tratta di una stella situata nell'emisfero celeste australe; grazie alla sua posizione non fortemente australe, può essere osservata dalla gran parte delle regioni della Terra, sebbene gli osservatori dell'emisfero sud siano più avvantaggiati. Nei pressi dell'Antartide appare circumpolare, mentre resta sempre invisibile solo in prossimità del circolo polare artico. La sua magnitudine pari a 4,5 fa sì che possa essere scorta solo con un cielo sufficientemente libero dagli effetti dell'inquinamento luminoso.
Il periodo migliore per la sua osservazione nel cielo serale ricade nei mesi compresi fra settembre e febbraio; da entrambi gli emisferi il periodo di visibilità rimane indicativamente lo stesso, grazie alla posizione della stella non lontana dall'equatore celeste.

## Caratteristiche fisiche
La stella è una subgigante blu di tipo spettrale B9IVn con una massa tripla rispetto a quella del Sole ed una luminosità 120 volte superiore. Ha una temperatura superficiale di circa 10.000 K ed una magnitudine assoluta pari a -0,06.